# Holtermannia pulchella
Holtermannia pulchella är en svampart som först beskrevs av Pat. & Har., och fick sitt nu gällande namn av Kobayasi 1937. Holtermannia pulchella ingår i släktet Holtermannia och familjen Tremellaceae.   Inga underarter finns listade i Catalogue of Life.